# Filottrano
Filottrano es un municipio italiano de la provincia de Ancona, en la región de las Marcas. Se ubica en colinas a 270 m s. n. m., sobre la ribera del río Musone, y cuenta con 8 808 habitantes (31 de diciembre de 2024).

## Historia
Durante la Baja Edad Media se levantaron murallas defensivas (siglo XIV) y un monasterio en Storaco (siglos XII–XIII), hoy desaparecido. La economía medieval giraba en torno a la agricultura y el comercio, apoyada en bodegas y graneros excavados en la roca para almacenar provisiones.

## Monumentos y lugares de interés
- Iglesia de San Miguel Arcángel (s. XV): templo parroquial con obras de arte barroco y la estatua del santo patrón.
- Murallas medievales (s. XIV): restos de la fortificación que rodeaba el casco antiguo.[6]
- Castello di Storaco: antiguo monasterio y fortaleza (hoy sólo restos arqueológicos).
- **Puente sobre el Musone**: construcción del siglo XVIII, aún en uso.

## Cultura y festividades
- Festa di San Michele (8 de mayo): procesión y feria en honor al patrono, con música y gastronomía local.[7]
- Sagra della Porchetta (agosto): feria gastronómica dedicada al cerdo asado, atrayendo turismo regional.

## Demografía
La población creció de 6 000 hab. en 1961 a 8 808 en 2024.  
| Año  | Habitantes |
| ---- | ---------- |
| 1961 | 6 012      |
| 1981 | 7 345      |
| 2001 | 8 200      |
| 2024 | 8 808      |

## Administración
El alcalde (Sindaco) desde el 10 de junio de 2024 es Luca Paolorossi, de la lista cívica «Noi per Filottrano».

## Transporte
Filottrano está comunicado por la SP18 que conecta con Jesi y Osimo, y por líneas de autobús regionales de Marche Trasporti hacia Ancona y Macerata.